# Stylasterias
 Stylasterias  là tên của một chi sao biển thuộc họ Asteriidae. Trong chi này, Stylasterias forreri là loài duy nhất. Chúng sinh sống ở vùng biển Thái Bình Dương ở Canada và Hoa Kỳ. Năm 1914, nhà động vật học người Mỹ Addison Emery Verrill đã mô tả chi này.

## Mô tả
Kích thước của loài sao biển này lớn, đường kính lên đến 100 cm. Nhưng các cá thể bắt được thường có kích thước nhỏ hơn. Cái "đĩa" trung tâm thì nhỏ, có 5, thi thoảng là 6 cánh dài, thon. Các cánh này cũng có gai, mỗi cánh có từ 30 đến 40 chân kìm nhỏ (một cấu trúc giống càng cua dùng để tự vệ). Màu của nó thì là màu xám hoặc đen, thi thoảng thì có màu be.

## Phân bố
Nó ở biển Thái Bình Dương, từ đảo Kodiak, Alaska đến nam California. Độ sâu mà chúng sinh sống là ở khoảng 530 mét. Người ta cũng không nhìn thấy nó nhiều bởi vì nó ở những vùng nước sâu ở các fjord (một loại vịnh nhỏ, dài, hẹp).

## Sinh thái học
Chúng ăn những loài thuộc lớp Chân bụng và Polyplacophora. Khi cảm nhận được chung quanh có thứ gì đó chuyển động, những cái chân kìm nhỏ của chúng bắt đầu sẵn sàng để tấn công. Nếu có bất kì vật gì chạm vào bề mặt bên trên của nó, nó sẽ dùng các cánh của nó để đớp vào khu vực bị kích thích. Khi ấy, nó sẽ bắt được những con cá nhỏ. Sau đó, chúng sẽ dùng chân ống để đưa con mồi đến miệng.
Đôi khi, Solaster dawsoni tấn công Stylasterias forreri và để tự vệ, nó sẽ dùng cánh để cuộn kẻ thù lại rồi bắt đầu dùng nhiều chân kìm để cấu. Bình thường thì Solaster dawsoni sẽ rút lui.